# Pigarg americà
El pigarg americà (Haliaeetus leucocephalus), també conegut com a àguila marina de cap blanc, és un ocell rapinyaire de la família dels accipítrids (Accipitridae). És una au rapaç originària de Nord-amèrica i el seu estat de conservació es considera de risc mínim.
El pigarg americà és especialment cèlebre per ser l'ocell nacional i el símbol nacional dels Estats Units d'Amèrica. Aquesta àguila té dues subespècies conegudes i forma un parell d'espècies amb l'àguila marina. El seu àmbit de distribució inclou gran part del Canadà i Alaska, la totalitat dels Estats Units continentals i el nord de Mèxic. Viu a prop de grans masses d'aigües obertes amb abundant aliment disponible i arbres de creixement lent per a fer-hi el niu. Principalment s'alimenten de peixos.